# 豊田市立前林中学校
豊田市立前林中学校（とよたしりつ まえばやしちゅうがっこう）は、愛知県豊田市前林町行田にある公立中学校。

## 沿革
- 1982年（昭和57年）4月1日 - 豊田市立高岡中学校より分離独立。市内17番目の中学校として創立。
- 1982年（昭和57年）7月8日 - プール竣工。
- 1982年（昭和57年）11月1日 - 体育館竣工。
- 1985年（昭和60年）3月13日 - 武道場竣工。
- 1985年（昭和60年）6月29日 - 施設完成記念完工式。
- 1985年（昭和60年）10月18日 - 武道場南に日本庭園完成。
- 1986年（昭和61年）10月25日 - 技術室前中庭に特殊舗装完成。
- 1986年（昭和61年）7月20日 - 武道場に額「澄神」寄贈される。
- 1991年（平成3年）7月 - 第2運動場竣工。
- 1992年（平成4年）11月26日 - 正門「大勇門」竣工。
- 1996年（平成8年）9月9日 - メイン花壇新設。
- 2001年（平成13年）11月18日 - 創立20周年記念式典。校歌額寄贈される。
- 2002年（平成14年）8月 - 校舎外壁全面塗装・バリアフリー工事。
- 2004年（平成16年）12月 - エレベーター新設。
- 2017年（平成29年）- 創立35周年。

## 通学区域
以下の小学校区。
- 豊田市立堤小学校
- 豊田市立駒場小学校

## 周辺
- 豊田市立堤小学校
- 豊田市立駒場小学校
- トヨタ自動車高岡工場
- トヨタ自動車堤工場
- トヨタ紡織高岡工場
- アイシン高丘工場
- 豊田市前林交流館
- 愛知県道56号名古屋岡崎線
- 愛知県道284号宮上知立線
- 国道155号
- 前林神明社
- 満徳寺
- 願誓寺

## 著名な出身者
- 山本有真 - 陸上競技選手[1]。